# Saison 7 de Chicago Med
 (septembre 2021).
Si vous disposez d'ouvrages ou d'articles de référence ou si vous connaissez des sites web de qualité traitant du thème abordé ici, merci de compléter l'article en donnant les références utiles à sa vérifiabilité et en les liant à la section « Notes et références ».
Chronologie
Saison 6 Saison 8
Cet article présente le guide des épisodes de la septième saison de la série télévisée américaine Chicago Med.

## Généralités
- Aux États-Unis, elle sera diffusée à partir du 22 septembre 2021 sur le réseau NBC.
- Au Canada, elle est diffusée en simultané sur le réseau Citytv.

## Distribution

### Acteurs principaux
- Nick Gehlfuss (VF : Didier Cherbuy) : Dr William « Will » Halstead, chirurgien et frère du détective Jay Halstead
- Torrey DeVitto (VF : Véronique Desmadryl) : Dr Natalie Manning, une pédiatre (épisode 1)
- Brian Tee (VF : Sylvain Agaësse) : Dr Ethan Choi, urgentiste, un ancien médecin de l'Armée
- Marlyne Barrett (VF : Emmanuelle Rivière) : Maggie Lockwood, chef des infirmières des urgences
- S. Epatha Merkerson (VF : Virginie Emane) : Sharon Goodwin, la directrice du Chicago Medical Center
- Oliver Platt (VF : Yann Guillemot) : Dr Daniel Charles, chef de psychiatrie
- Dominic Rains (en) (VF : Anatole de Bodinat) : Dr Crockett Marcel, chirurgien traumatologiste/cardiothoracique
- Guy Lockard (VF : Mike Fédée) : Dylan Scott, un ancien policier de Chicago qui a changé de carrière en médecine
- Kristen Hager (VF : Hélène Bizot) : Dr Stevie Hammer, médecin traitant en urgence (épisodes 1 à 14)
- Steven Weber (VF : Constantin Pappas) : Dr Dean Archer, chef par intérim des urgences
- Jessy Schram (VF : Ludivine Maffren) : Dr Hannah Asher (depuis l'épisode 16)

### Acteurs récurrents
- Michael Rady (VF : Jean-François Cros) : Dr Matt Cooper
- Sarah Rafferty (VF : Nathalie Homs) : Dr Pamela Blake
- Ashja Cooper (VF : Fily Keita) : Dr Vanessa Taylor
- Brennan Brown (VF : Bruno Dubernat) : Dr Sam Abrams
- Lorena Diaz : Infirmière Doris
- Marie Tredway : Infirmière Trinidad « Trini » Campos
- Marc Grapey : Peter Kalmick
- Riley Voelkel : Milena Jovanovic

### Invités crossovers
- De Chicago Police Department
  - LaRoyce Hawkins (VF : Daniel Lobé) : Inspecteur Kevin Atwater
  - Marina Squerciati (VF : Olivia Nicosia) : Lieutenant Kim Burgess

- De Chicago Fire
  - Randy Flagler : Harold Capp
  - Anthony Ferris : Tony Ferris

## Épisodes

### Épisode 1:Un retour sous conditions
- États-Unis /  Canada : 22 septembre 2021 sur NBC / Citytv
- Belgique : 19 août 2022 sur RTL-TVI
- France : 31 août 2022 sur TF1
- Suisse : 2022 sur RTS Un

- États-Unis : 6,81 millions de téléspectateurs (première diffusion)

### Épisode 2:Les Petites victoires
- États-Unis /  Canada : 29 septembre 2021 sur NBC / Citytv
- Belgique : 19 août 2022 sur RTL-TVI
- France : 31 août 2022 sur TF1
- Suisse : 2022 sur RTS Un

- États-Unis : 6,71 millions de téléspectateurs (première diffusion)

### Épisode 3:Une vision d'avenir
- États-Unis /  Canada : 6 octobre 2021 sur NBC / Citytv
- Belgique : 26 août 2022 sur RTL-TVI
- France : 7 septembre 2022 sur TF1
- Suisse : 2022 sur RTS Un

- États-Unis : 7,02 millions de téléspectateurs (première diffusion)

### Épisode 4:Avis divergents
- États-Unis /  Canada : 13 octobre 2021 sur NBC / Citytv
- Belgique : 26 août 2022 sur RTL-TVI
- France : 7 septembre 2022 sur TF1
- Suisse : 2022 sur RTS Un

- États-Unis : 6,94 millions de téléspectateurs (première diffusion)

### Épisode 5:À trop vouloir en faire...
- États-Unis /  Canada : 20 octobre 2021 sur NBC / Citytv
- Belgique : 2 septembre 2022 sur RTL-TVI
- France : 14 septembre 2022 sur TF1
- Suisse : 2022 sur RTS Un

- États-Unis : 6,77 millions de téléspectateurs (première diffusion)

### Épisode 6:Suivis de près
- États-Unis /  Canada : 27 octobre 2021 sur NBC / Citytv
- Belgique : 2 septembre 2022 sur RTL-TVI
- France : 14 septembre 2022 sur TF1
- Suisse : 2022 sur RTS Un

- États-Unis : 6,80 millions de téléspectateurs (première diffusion)

### Épisode 7:Un rond dans un carré
- États-Unis /  Canada : 3 novembre 2021 sur NBC / Citytv
- Belgique : 9 septembre 2022 sur RTL-TVI
- France : 21 septembre 2022 sur TF1
- Suisse : 2022 sur RTS Un

- États-Unis : 6,67 millions de téléspectateurs (première diffusion)

### Épisode 8:Prendre des risques
- États-Unis /  Canada : 10 novembre 2021 sur NBC / Citytv
- Belgique : 9 septembre 2022 sur RTL-TVI
- France : 21 septembre 2022 sur TF1
- Suisse : 2022 sur RTS Un

- États-Unis : 6,46 millions de téléspectateurs (première diffusion)

### Épisode 9:Une surprise sous le sapin
- États-Unis /  Canada : 8 décembre 2021 sur NBC / Citytv
- Belgique : 16 septembre 2022 sur RTL-TVI
- France : 28 septembre 2022 sur TF1
- Suisse : 2022 sur RTS Un

- États-Unis : 6,59 millions de téléspectateurs (première diffusion)

### Épisode 10:Le Droit de ne pas savoir
- États-Unis /  Canada : 5 janvier 2022 sur NBC / Citytv
- Belgique : 16 septembre 2022 sur RTL-TVI
- France : 28 septembre 2022 sur TF1
- Suisse : 2022 sur RTS Un

- États-Unis : 6,94 millions de téléspectateurs (première diffusion)

### Épisode 11:L'Exception à la règle
- États-Unis /  Canada : 12 janvier 2022 sur NBC / Citytv
- Belgique : 23 septembre 2022 sur RTL-TVI
- France : 5 octobre 2022 sur TF1
- Suisse : 2022 sur RTS Un

- États-Unis : 7,33 millions de téléspectateurs (première diffusion)

### Épisode 12:Panique au bloc
- États-Unis /  Canada : 19 janvier 2022 sur NBC / Citytv
- Belgique : 23 septembre 2022 sur RTL-TVI
- France : 5 octobre 2022 sur TF1
- Suisse : 2022 sur RTS Un

- États-Unis : 7,45 millions de téléspectateurs (première diffusion)

### Épisode 13:Le Bénéfice du doute
- États-Unis /  Canada : 23 février 2022 sur NBC / Citytv
- Belgique : 30 septembre 2022 sur RTL-TVI
- France : 12 octobre 2022 sur TF1
- Suisse : 2022 sur RTS Un

- États-Unis : 7,13 millions de téléspectateurs (première diffusion)

### Épisode 14:Poumon d'acier
- États-Unis /  Canada : 2 mars 2022 sur NBC / Citytv
- Belgique : 30 septembre 2022 sur RTL-TVI
- France : 12 octobre 2022 sur TF1
- Suisse : 2022 sur RTS Un

- États-Unis : 7,05 millions de téléspectateurs (première diffusion)

### Épisode 15:Flic un jour...
- États-Unis /  Canada : 9 mars 2022 sur NBC / Citytv
- Belgique : 7 octobre 2022 sur RTL-TVI
- France : 12 octobre 2022 sur TF1
- Suisse : 2022 sur RTS Un

- États-Unis : 7,05 millions de téléspectateurs (première diffusion)

### Épisode 16:L'Embarras du choix
- États-Unis /  Canada : 16 mars 2022 sur NBC / Citytv
- Belgique : 7 octobre 2022 sur RTL-TVI
- France : 12 octobre 2022 sur TF1
- Suisse : 2022 sur RTS Un

- États-Unis : 6,35 millions de téléspectateurs (première diffusion)

### Épisode 17:En état d'alerte
- États-Unis /  Canada : 6 avril 2022 sur NBC / Citytv
- Belgique : 7 octobre 2022 sur RTL-TVI
- France : 19 octobre 2022 sur TF1
- Suisse : 2022 sur RTS Un

- États-Unis : 6,61 millions de téléspectateurs (première diffusion)

### Épisode 18:Derrière les apparences
- États-Unis /  Canada : 13 avril 2022 sur NBC / Citytv
- Belgique : 7 octobre 2022 sur RTL-TVI
- France : 19 octobre 2022 sur TF1
- Suisse : 2022 sur RTS Un

- États-Unis : 6,86 millions de téléspectateurs (première diffusion)

### Épisode 19:Une intime conviction
- États-Unis /  Canada : 20 avril 2022 sur NBC / Citytv
- France : 19 octobre 2022 sur TF1
- Belgique : 28 octobre 2022 sur RTL-TVI
- Suisse : 2022 sur RTS Un

- États-Unis : 6,66 millions de téléspectateurs (première diffusion)

### Épisode 20:Protéger ceux qu'on aime
- États-Unis /  Canada : 11 mai 2022 sur NBC / Citytv
- France : 26 octobre 2022 sur TF1
- Belgique : 28 octobre 2022 sur RTL-TVI
- Suisse : 2022 sur RTS Un

- États-Unis : 6,37 millions de téléspectateurs (première diffusion)

### Épisode 21:Admettre la vérité
- États-Unis /  Canada : 18 mai 2022 sur NBC / Citytv
- France : 26 octobre 2022 sur TF1
- Belgique : 28 octobre 2022 sur RTL-TVI
- Suisse : 28 octobre 2022 sur RTS Un

- États-Unis : 6,24 millions de téléspectateurs (première diffusion)

### Épisode 22:La Dernière ligne droite
- États-Unis /  Canada : 25 mai 2022 sur NBC / Citytv
- France : 26 octobre 2022 sur TF1
- Belgique : 28 octobre 2022 sur RTL-TVI
- Suisse : 28 octobre 2022 sur RTS Un

- États-Unis : 6,43 millions de téléspectateurs (première diffusion)